# Jakub Tolibowski
Jakub Tolibowski herbu Nałęcz – podstoli brzeskokujawski w latach 1568–1603.
Poseł województwa brzeskokujawskiego na sejm 1578 roku.